# Strigil
Strigil (grčki: στλεγγίς, vjerojatno posuđenica iz predgrčkog supstrata) alat je za čišćenje tijela struganjem prljavštine, znoja i ulja koje se nanosilo prije kupanja u starogrčkoj i rimskoj kulturi. U tim su kulturama strigil prvenstveno koristili muškarci, posebno sportaši; međutim, u etruščanskoj kulturi postoje neki dokazi da su strigile koristila oba spola. Standardni dizajn je zakrivljena oštrica s drškom, koja je u cijelosti izrađena od metala.
Strigile su obično koristili pojedinci koji su se bavili snažnim aktivnostima, u kojima su nakupljali velike količine prljavštine i znoja na svojim tijelima. Strigil su koristili sportaši, bogati, vojnici i drugi. Međutim, bogati ili ugledni pojedinci često su imali robove da strigilima čiste njihova tijela, umjesto da to čine sami.
Strigili nisu bili značajni samo u praktičnom smislu, već i u kulturnom. Često se nalaze u grobnicama ili ukopima, u nekim slučajevima zajedno s bocom ulja.

## Najraniji spomeni strigila
Strigili se nisu koristili u ranijim razdobljima grčke povijesti. To podupiru Homerove pjesme u kojima stoji da se ulje nanosilo nakon kupanja i nije se uklanjalo. Nadalje, strigili se ne spominju u literaturi sve do kasnijeg dijela petog stoljeća prije Krista. Već u šestom stoljeću prije Krista, međutim, prikazi strigila mogu se pronaći na vazama. Do četvrtog stoljeća prije Krista, strigili su prikazani u drugim vrstama umjetnina, kao što su skifoi i kipovi.

## Kulturni prikazi
Kao što je gore navedeno, strigili su zastupljeni u grčkoj, rimskoj i etruščanskoj kulturi na različite načine. Strigili su često prikazivani uz maslinovo ulje i sportaša. Hrvatski Apoksiomen je primjer kipa koji prikazuje korištenje strigila kod sportaša. Strigili su također bili predstavljeni na nekim sarkofazima, kao što je mramorni strigilni sarkofag grčkog liječnika, koji ima razrađene krivulje u obliku slova S koje simboliziraju strigile.
Jedan izvor nudi alternativni prikaz strigila, "sekundarno značenje za riječ stlengis, strigil, je vijenac ili tijara." U prilog tvrdnji da se strigil možda smatrao tijarom ili vijencem, postojao je grob iz petog stoljeća koji je imao strigil preko čela mrtvaca.

### Ukopi i grobnice
Strigili su bili značajni osim što su bili alati za čišćenje; bile su i čest prinos koji se davao pokojniku prilikom ukopa. Na primjer, tri groba iz Grčke u trećem stoljeću prije Krista, koji su sadržavali odrasle muškarce, svi su imali željezne strigile.
U iskopavanju još jedne grobnice iz trećeg stoljeća prije Krista, u kojoj se nalazila etruščanska žena, nalazio se ispisani srebrni strigil zajedno s ogledalom. Strigili su se često nalazili u grobnicama etruščanskih žena i činilo se da su bili bitan dio ženske opreme za kupanje. Ispisani srebrni strigil etruščanske grobnice ima dva natpisa na dršci: jedan je śuthina, natpis koji se nalazi na brojnim predmetima u grobnici. Dok je drugi, značajniji natpis monogram, R:M, koji se čita kao Ra:Mu. Nagađa se da je monogram početak imena Etruščanke.
Tijekom iskapanja na području groblja u Teosu pronađen je strigil.
Godine 2018. arheolozi su u Assosu otkrili mnoge strigile. Većina je bila izrađena od bronce, uz nekoliko željeznih.

## Sastav i dizajn
Kao što je očito iz strigila pronađenih u prethodno razmotrenim grobnicama, strigili su se mogli razlikovati po vrsti korištenog metala, dizajnu itd., ovisno o statusu pojedinca kojem su pripadali, vremenskom razdoblju i drugim relevantnim čimbenicima. Tipični metali korišteni za strigile bili su bronca i željezo. Neke druge varijante strigila su sljedeće: Hipija, starogrčki sofist koji je stvorio vlastiti strigil, napravio ga je na jedinstven način koji je omogućio otjecanje znoja kroz mali kanal. Literatura od Plutarha navodi da su Spartanci ponekad koristili trsku umjesto tipičnih metalnih strigila.

## Galerija
- Rimski strigili, 1. st. pr. Kr.
- Apoksiomen: sportaš koji se čisti
- Strigil na sarkofagu, opatija Saint-Victor de Marseille

## Vanjske poveznice
|  | Zajednički poslužitelj ima još gradiva o temi Strigil |